# Andrij Kiwa
Andrij Ihorowycz Kiwa, ukr. Андрій Ігорович Ківа (ur. 21 listopada 1989 roku w Sewastopolu) – ukraiński piłkarz, grający na pozycji pomocnika.

## Kariera piłkarska

### Kariera klubowa
Wychowanek SDJuSzOR-5 w Sewastopolu, skąd przeszedł do Internatu Sportowego w Charkowie. W juniorskich mistrzostwach Ukrainy (DJuFL) występował w klubach UFK Charków i Metalist Charków. W 2006 rozpoczął karierę piłkarską w drużynie rezerwowej Metalista Charków. Latem 2006 został wypożyczony do Łokomotywu Dworiczna, który po 4 kolejkach został rozformowany. Potem został piłkarzem klubu Hazowyk-ChHW Charków. Latem 2007 jako wolny agent podpisał kontrakt z PFK Sewastopol, dokąd zaprosił go trener Serhij Puczkow. Po rozformowaniu klubu w maju 2014 opuścił Krym.

### Sukcesy klubowe
- mistrz Pierwszej Lihi Ukrainy: 2010